# Eads (Colorado)
Cet article possède des paronymes, voir EADS et George Eads.
Eads est une ville américaine du comté de Kiowa dans le Colorado.
Selon le recensement de 2010, Eads compte 609 habitants. La municipalité s'étend sur 0,47 milles carrés (1,22 km2).
La ville est nommée en l'honneur de James Buchanan Eads. Eads fait partie des localités nommées par Helen Miller Shepard, fille de Jay Gould, lors de la construction du Missouri Pacific Railroad en 1888. Ces localités ont la particularité d'être nommées dans l'ordre alphabétique, Eads se trouvant entre Diston et Fergus.

## Démographie
| 1920 | 1930 | 1940 | 1950  | 1960 | 1970 |
| ---- | ---- | ---- | ----- | ---- | ---- |
| 406  | 518  | 700  | 1 015 | 929  | 795  |

| 1980 | 1990 | 2000 | 2010 | - | - |
| ---- | ---- | ---- | ---- | - | - |
| 878  | 780  | 747  | 609  | - | - |